# Pablo Aránguiz
Pablo Mauricio Aránguiz Salazar (* 17. März 1997 in Independencia, Santiago) ist ein chilenischer Fußballer. Der Mittelfeldspieler bestritt ein Länderspiel für Chile. 

## Karriere

### Verein
Pablo Aránguiz begann seine Karriere in der Jugend von Unión Española, das in seiner Geburtskommune Independencia beheimatet ist. 2015 schaffte Aránguiz dort den Sprung in den Profikader und wurde unter Martín Palermo zum Stammspieler. In der Transición 2017 wurde Aránguiz zum besten Spieler unter 20 Jahre gewählt. 2018 wechselte der 1,65 m große Mittelfeldspieler zum US-amerikanischen Klub FC Dallas. Nach der Leihe 2019 zurück zu Unión Española und 2020 dann zu CF Universidad de Chile verpflichtete La U Aránguiz ihn fest.
Bei La U spielte Aránguiz bis 2022, wechselte dann zu Deportivo Ñublense und unterschrieb im Februar 2024 wieder bei Unión Española.

### Nationalmannschaft
Pablo Aránguiz kam für die U-23 Chiles beim Turnier von Toulon 2009 in vier Spielen zum Einsatz. Ebenso er vier Spiele beim olympischen Vorturnier, jedoch verpasste Chiles Team die Finalphase knapp.
Für die A-Nationalmannschaft wurde Aránguiz von Trainer Martín Lasarte in den Kader der Copa América 2021 berufen. Beim 1:0-Erfolg im zweiten Gruppenspiel gegen Bolivien wurde er sechs Spielminuten vor Ende der Partie für den Torschützen Ben Brereton eingewechselt.

## Erfolge
FC Dallas
- Mobile Mini Sun Cup: 2019